# Victor Lenoir
Pour les articles homonymes, voir Lenoir.
Victor Lenoir ou Benoist Victor Lenoir, né le 12 avril 1805 à Lyon et mort le 6 mai 1863 à Paris, est un architecte français. Il fut entre autres architecte de compagnies des chemins de fer et réalisa notamment les gares de Montparnasse (à Paris), Cherbourg, Rennes et Vitré. Il est le frère d'Alphonse Lenoir (1804-1887), premier professeur sourd-muet en France avec Ferdinand Berthier.

## Biographie
Benoist Victor Lenoir est né le 12 avril 1805 (22 germinal an XIII) à Lyon. Son père, Pierre Lenoir, est receveur principal des contributions indirectes et sa mère sans profession.
Il entre aux Beaux-Arts en 1825 ; il est l'élève d'Achille Leclère.
Jeune architecte, il réalise le Bazar Montesquieu en 1830, puis il devient l'adjoint de Joseph-Louis Duc pour la réalisation de la colonne de Juillet sur la place de la Bastille, terminée en 1840.
Nommé, vers 1840,  architecte de la Compagnie des chemins de fer de l’Ouest,  il conçut de nombreuses gares et stations des lignes de Paris à Cherbourg et  à Rennes. On lui doit notamment l'ancienne gare Montparnasse à Paris et celles de Cherbourg et de Rennes. Il fut également l'architecte de la Compagnie des chemins de fer des Ardennes et de la Compagnie du chemin de fer Grand-Central de France.
Il réalisa également des hôtels particuliers, des châteaux et des maisons à Paris et en Province.
Marié à Marie Louise Alexadrine Hervet, il eut deux fils.

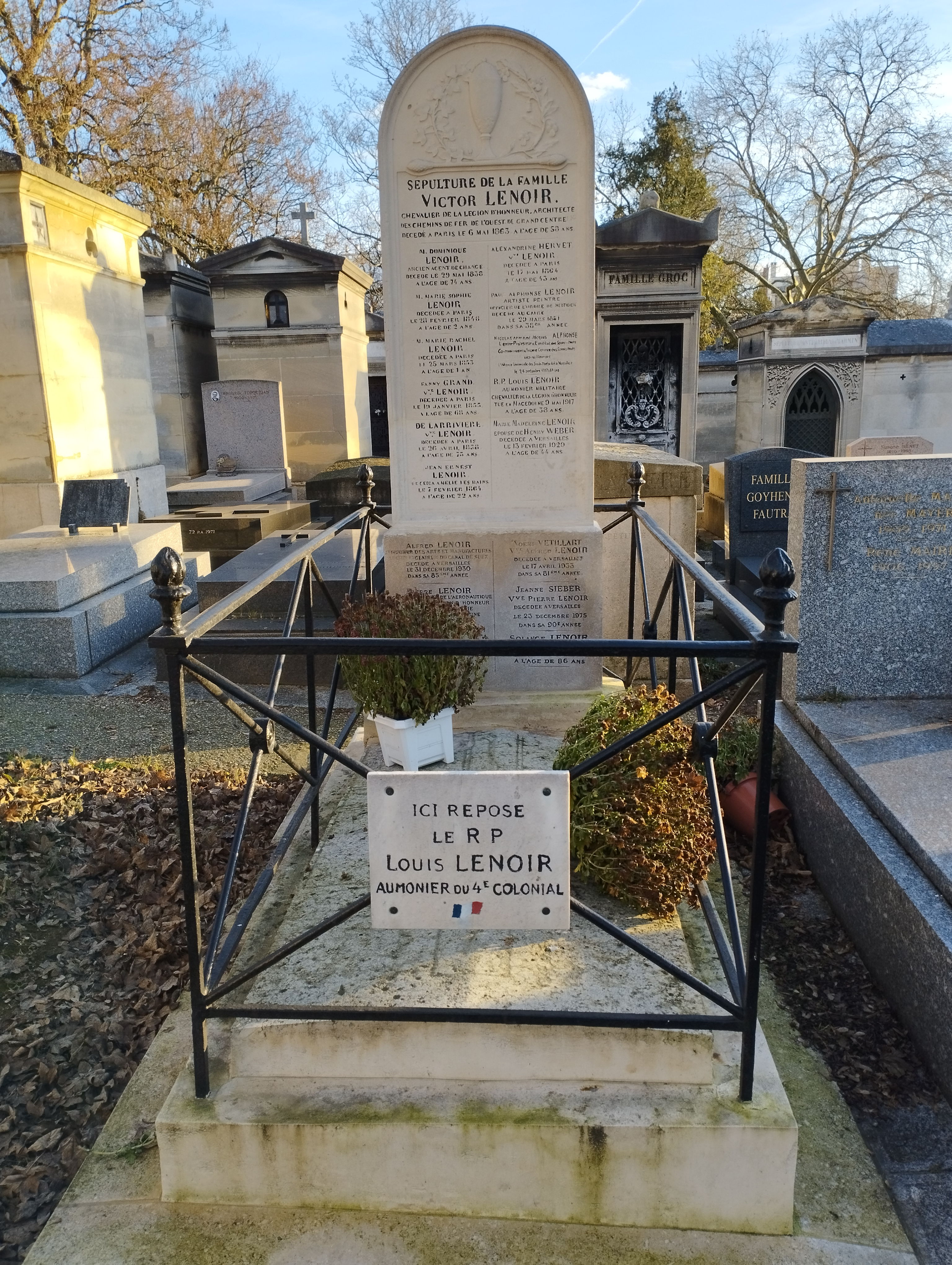
Tombe de Victor Lenoir au cimetière du Père-Lachaise (division 59).

Il meurt, le 6 mai 1863, à son domicile au 17 du boulevard de la Madeleine dans le 1er arrondissement de Paris. Il est inhumé au cimetière du Père-Lachaise (division 59).

## Distinction
En 1858, lors de l'inauguration de la ligne et de la gare de Cherbourg, il est décoré de la Légion d'honneur par l'Empereur Napoléon III.